# 六甲ファイティングブル
六甲ファイティングブル（ろっこう - 、アルファベット表記：Rokko Fighting Bull）は、兵庫県を本拠地とする社会人ラグビーユニオンのクラブチームである。NPO法人六甲クラブが運営。関西クラブリーグAリーグ所属。

## 歴史
- 1965年10月 クラブ創設。
- 1995年 2チーム制を導入。新設の関西クラブリーグにAスコッド（一軍）の「六甲SEAHAWKS」、兵庫県リーグにBスコッド（二軍）の「六甲RED WINGS」が所属。
- 1997年 「六甲EAST（現・東京六甲クラブ）」を設立、東京都クラブリーグに参戦。
- 2003年 NPO法人格取得。
- 2009年 ジャパンラグビートップリーグ参戦歴のある古豪ワールドファイティングブルの休部に伴い、ワールドとサポーター契約を結ぶ。同社社員選手を受け入れるとともに六甲SEAHAWKSから「六甲ファイティングブル」に改称。なおワールドファイティングブルからのトップウェストAへの継続参戦は認められなかった。
- 2010年 全国クラブ大会で10年ぶりに優勝。それと同時に第47回日本ラグビーフットボール選手権大会への初出場を決める。
- 2012年 全国クラブ大会で2年ぶりに優勝。
- 2013年 全国クラブ大会で2連覇を果たした。

## 主な成績
- 関西クラブリーグAリーグ 優勝：18回（1995年、1997年、1998年、1999年、2000年、2001年、2002年、2003年、2004年、2005年、2006年、2007年、2008年、2009年、2010年、2011年、2012年、2013年）
- 全国クラブ大会 優勝：6回（1995年、1996年、1999年、2009年、2011年、2012年）
- 日本ラグビーフットボール選手権大会 出場:3回（2010年、2012年、2013年）

## 主な在籍選手
- 谷晋平（主将）
- 南條健太
- 真羽闘力（元日本代表）
- 安田昇（元日本代表）